# Autoalienação
Autoalienação (do alemão Selbstentfremdung) é a ideia concebida por Karl Marx em a teoria marxista da alienação e Melvin Seeman em seus cinco logicamente distintos estados psicológicos que abrangem a alienação. Como disse Marx, a autoalienação é a "alienação do homem em essência, a perda de objetividade do homem e a perda de realismo dele como auto-descoberta, manifestação da natureza dele, objetivação e realização". A autoalienação é quando uma pessoa se sente alienada dos outros e da sociedade como um todo. Uma pessoa pode sentir-se alienado pelo seu trabalho por não se sentir como ele tem um significado para o seu trabalho, logo perdendo o sentido de si mesmo no local de trabalho. A autoalienação contribui para o esgotamento psicológico no trabalho e muito estresse psicológico.

## Sociólogos sobre o tema

### Karl Marx
Em a teoria marxista da alienação, ele afirma que a autoalienação é o sentimento de ser alienado das pessoas e as coisas em torno de você. A teoria de Karl Marx focou mais no aspecto da autoalienação no trabalho do homem. Ele ainda explicar-se dizendo que a autoalienação é a alienação do homem de si mesmo e de seus sentimentos, a perda de propósito do homem, a objetivação de si mesmo a pensar que ele não é bom o suficiente e percepção disso. Se alguém nega a autoalienação, então eles estão confirmando isso também; descartando-se isso eles estão reconhecendo que ele está lá. Marx afirma que a autoalienação é um grande fator de alienação.

### Melvin Seeman
Melvin Seeman definiu o significado de alienação, em seu trabalho Sobre o Significado de Alienação(1959).  Seeman afirma que a alienação é identificado por cinco significados alternativos: impotência, falta de sentido, normlessness, isolamento, e autoalienação. A autoalienação em relação à sociedade é essencialmente a ser algo menos do que o que pode ser ideal se as circunstâncias em sociedade fossem diferentes, e sendo inseguros e em conformidade com as expectativas da sociedade em todos os aspectos de si mesmo. Além disso, ele menciona que a alienação é perda de orgulho do homem e satisfação de fazer o seu trabalho e portanto sentindo-se alienado.

### Robert K. Merton
Robert K. Merton não diretamente define autoalienação em sua Teoria do Desvio, mas ele certamente toca no conceito de autoalienação. Em sua teoria, ele menciona objetivos culturais e formas institucionais. Objetivos culturais são as ideias e aspirações que as pessoas buscam e as formas institucionais são as etapas e ações a tomar para atingir essas aspirações.  Merton considera o ritualismo a aceitação dos meios mas a desistencia dos objetivos. Ritualistas continuam a aderir aos meios, mas eles rejeitaram o objetivo geral; isto os faz sentirem-se alienado de seu trabalho, causando autoalienação. Eles trabalham porque eles sabem que eles têm que fazer isso, não é porque eles têm um objetivo ou motivo para fazer o trabalho.

### Arlie Russell Hochschild
Arlie Russell Hochschild definiu trabalho emocional e como ele pode fazer você se sentir alienado de si mesmo. Este tipo de trabalho requer que você esteja em um bom estado de espírito e sentimento enquanto no ambiente de trabalho, apesar de todos os problemas que você pode estar passando. No trabalho você deve sempre agir de uma determinada maneira e dar o melhor serviço ao cliente, mesmo se você não sentir da mesma maneira que age. Isso pode ser mostrado através de ter sempre um sorriso e agindo feliz ao fornecer o serviço para os clientes. Por exemplo, seu chefe pode dizer-lhe "deixe seus problemas em casa", o que significa que você deve agir como se nada está errado mesmo se você se sentir terrível. Hochschild usa um exemplo de comissários de bordo da Delta e como eles devem manter um estado artificial de alegria durante toda a sua jornada de trabalho, apesar da sua exaustão e podem até levar a euforia artificial para fora do seu trabalho em suas vidas reais. Isso faz você se sentir separado e alienado de suas próprias emoções e provocar a autoalienação.

## Em um trabalho
A autoalienação em trabalhadores se manifesta em sentimentos de trabalhar somente por um salário, fazendo o seu trabalho apenas para eliminá-lo, ou fazer o trabalho para agradar os outros. Embora o autoalienação é um pequeno fator, ele ainda contribui para a alienação, o que contribui fortemente para a exaustão no trabalho. A autoalienação pode provocar diferentes formas de sofrimento psíquico que potencialmente evocam os sintomas de burnout, ou manifestações de stress, que arruinar a vida de trabalho. A autoalienação e a falta de sentido no trabalho provoca as diferentes formas de sofrimento psíquico que evocam os sintomas de burnout. De acordo com a teoria marxista da alienação, o trabalhador pode se sentir autoalienado de seu trabalho, a sua produção, e outros trabalhadores. Isto significa que a pessoa perde o interesse em saber por que eles estão trabalhando, o que pode diminuir a sua produção e levá-los a afastar-se de outros trabalhadores. O trabalhador não se sente como uma parte do trabalho logo isolando-se do seu trabalho e outros.

## Em adolescentes
A autoalienação aparece em muitos adolescentes com baixa autoestima. Eles podem sentir-se entediados com a vida e, como se não houvesse propósito. Sem um propósito, estes adolescentes podem se sentir como se ninguém lhes compreendessem, e eles podem se alienar. Isto pode causar uma queda no desempenho escolar, porque eles sentem que eles não tem nenhum propósito em fazer a lição de casa e uma diminuição trabalhando no desenvolvimento de amizades, porque eles sentem que eles não precisam.